# Hans Mekelburger
Hans Mekelburger, auch Johann Mekelburger, (* 17. September 1884 in Scharfenort bei Danzig (polnisch Gdańsk-Ostróżek); † 16. März 1915 in Prasznysz) war ein deutscher freischaffender Maler in West- und Ostpreußen.

## Leben
Hans Mekelburger stammte aus einer mennonitischen Bauernfamilie, die in den Orten Orloff (polnisch Orłowo)  und Hochzeit (polnisch Wiślina) im Danziger Werder lebte.
Er besuchte das Conradinum in Langfuhr und studierte danach an den Kunstakademien in Königsberg, Berlin und der Akademie der Bildenden Künste München. Ausbilder in Königsberg waren vor allem Heinrich Wolff, Ludwig Dettmann und Karl Storch. Nach der Ausbildung ließ er sich als freischaffender Maler in Danzig nieder.
Im Frühjahr 1914 unternahm er eine längere Italienreise, im Herbst des gleichen Jahres wurde er zu einem Infanterieregiment in Thorn eingezogen.
Nach einer schweren Verwundung starb Mekelburger am 16. März 1915 in einem Feldlazarett in Prasznysz. Er wurde nach Danzig überführt und auf den Vereinigten Friedhöfen Halbeallee beigesetzt.

## Werke
Hans Mekelburger schuf Gemälde und Zeichnungen, die sich mit der Marienkirche und mit dem Tod auseinandersetzten. Dazu gibt es von ihm Radierungen, Selbstbildnisse, Stillleben, Landschaftsbild und weitere Werke aus Königsberg.